# Christoph Wilhelm Hufeland
Christoph Wilhelm Hufeland (Bad Langensalza, 12 agosto 1762 – Berlino, 25 agosto 1836) è stato un medico tedesco, considerato in Germania il promulgatore della pura medicina olistica secondo il modello ippocratico.
Usò l'idroterapia e le cure termali, coniò il termine "macrobiotico" per indicare le capacità di prolungare la vita umana, ripreso poi da Georges Ohsawa con altra accezione.
Il nonno e il padre erano stati medici di corte a Weimar e Hufeland venne nominato anch'egli medico reale. Fu uno dei pionieri del giornalismo medico del XIX secolo; infatti nel 1791 iniziò a pubblicare un giornale medico intitolato Bibliothek der praktischen Heilkunde (Berlino 1800-1805). Si dedicò alla riorganizzazione della sanità in Prussia e nel 1810 divenne professore di patologia speciale e terapia della nuova università. La sua attività si rivolse alla lotta contro le malattie infettive, infatti fu un acceso sostenitore della vaccinazione contro il vaiolo. Fondò un gran numero di istituzioni benefiche per malati e due istituti di previdenza per i medici e le loro famiglie. Lasciò oltre 400 pubblicazioni. Fu membro della Regia Accademia Prussiana delle Scienze di Berlino.
Il trattato Makrobiotik oder die Kunst das menschliche Leben zu verlängern (Berlino 1805; prima ed., con il titolo  Die Kunst das menschliche Leben zu verlängern, Jena 1797) ebbe molto successo, tanto da raggiungere nel 1860 ben otto edizioni, e fu tradotto in diverse lingue. In Italia l'opera fu tradotta da Luigi Careno ed edita nel 1798 a Pavia "appresso gli eredi di Pietro Galeazzi" con il titolo L'arte di prolungare la vita umana. Suddivisa in due parti: teoretica e pratica, verrà apprezzata e discussa da Immanuel Kant  e ricordata invece criticamente da Giacomo Leopardi.
Fu massone iniziato alla loggia Augusta zu den drei Flammen il 4 luglio 1783 a Gottinga e fu anche esponente dell'Ordine degli Illuminati

## Opere

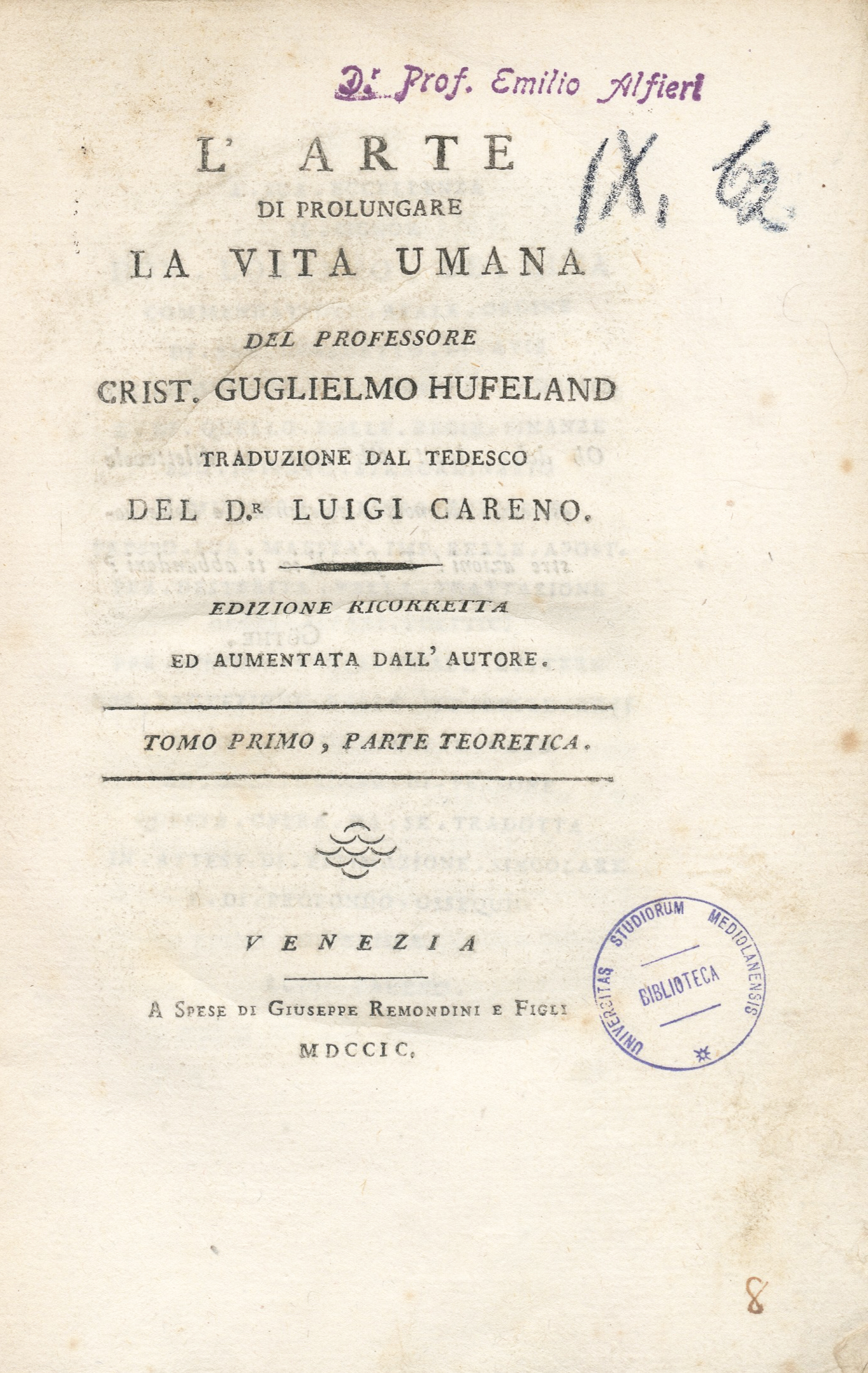
L'arte di prolungare la vita umana, 1799

- Christoph Wilhelm Hufeland, L'arte di prolungare la vita umana, Venezia, Giuseppe Remondini e figli, 1799.